# Bad Manners
Bad Manners — британская ска/регги группа.

## История
Группа была образована в 1979 году в Лондоне и изначально присоединилась к движению 2Tone, в которое кроме них входили выдающиеся коллективы 80-х: Madness, The Selecter, English Beat и другие. Лидером Bad Manners стал Дуг Трендл (Doug Trendle) по прозвищу Бастер Бладвессел (Buster Bloodvessel). Вариант ска Бастера был жёстким и больше всего похожим на английские ска-группы шестидесятых, очень популярные среди европейской молодёжи. Непосредственно на 2Tone Bad Manners участвовали в знаменитом сборнике Dance Craze.
После распада 2Tone, в отличие от большинства дружественных команд, Bad Manners продолжают успешно выступать на мировой сцене, исполняя как ска-композиции собственного сочинения, так и кавер-версии популярных мелодий.

## Дискография

### Студийные альбомы
- Ska 'n' B (Magnet) 1980 UK # 34
- Loonee Tunes! (Magnet) 1980 UK # 36
- Gosh It's... Bad Manners (Magnet) 1981 UK # 18
- Forging Ahead (Magnet) 1982 UK # 78
- Mental Notes (Bad Manners album) (Portrait) 1985
- Return of the Ugly (Blue Beat) 1989
- Fat Sound (Pork Pie) 1992
- Heavy Petting (Moon) 1997
- Stupidity (Bad Records) 2003